# Yōsuke Nozawa
Yōsuke Nozawa (jap. 野澤 洋輔, Nozawa Yōsuke; * 9. November 1979 in der Präfektur Shizuoka) ist ein ehemaliger japanischer Fußballspieler.

## Karriere
Nozawa kam im Jahr 1998 aus der Jugend von Shimizu S-Pulse in die erste Mannschaft des Vereins. Anfang 2000 wechselte er zu Albirex Niigata. Mit Beginn der Saison 2001 löste er Kōichi Kidera als Nummer eins im Tor ab. In den folgenden Jahren fungierte er als Stammtorhüter und stieg mit dem Klub am Ende der Saison 2003 in die J. League Division 1 auf. In der zweiten Hälfte der Spielzeit 2004 verlor er seinen Platz vorübergehend wieder an Kidera. Im April 2006 wurde er im Tor von der bisherigen Nummer drei, Takashi Kitano abgelöst und war bis zum Ende der Saison 2008 dessen Stellvertreter.
Anfang 2009 verließ Nozawa Albirex und wechselte zu Shonan Bellmare, das in der J. League Division 2 spielte. In der Saison 2009 war er dort die Nummer eins und stieg mit dem Verein auf. In der Spielzeit 2010 verlor er seinen Platz zunächst an Ryota Tsuzuki. Am Saisonende musste er mit seiner Mannschaft wieder absteigen. In der Saison 2011 kam er nicht mehr zum Einsatz. Anfang 2012 verpflichtete ihn Ligakonkurrent Matsumoto Yamaga FC. Hier war zunächst Stammtorhüter, verletzte sich aber im August 2012 und musste seinen Platz räumen. In der Folge kam er über die Rolle des Ersatztorhüters hinter Yūto Shirai nicht mehr hinaus.
Nach drei Spielzeiten verließ Nozawa Anfang 2015 Matsumoto und wechselte zu Albirex Niigata (Singapur). Der Verein ist ein Ableger des japanischen Zweitligisten Albirex Niigata und spielt in der ersten singapurischen Liga, der Singapore Premier League. Dort konnte er in den Jahren 2016, 2017 und 2018 die Meisterschaft gewinnen. Anfang 2019 ging er wieder zum japanischen Zweitligisten Albirex. Hier kam er in der Saison 2020 einemal zum Einsatz.
Ende 2019 beendete er seine Karriere als Fußballspieler.

## Erfolge
Albirex Niigata (Singapur)
- Singapore Premier League: 2016, 2017, 2018
- Singapore FA Cup: 2016, 2017, 2018
- Singapore Community Shield: 2016, 2017, 2018
- Singapore Cup: 2016, 2017, 2018